# Gino Severini
Gino Severini, född 7 april 1883 i Cortona, död 26 februari 1966 i Paris, var en italiensk målare, konstskribent och ledande futurist.

## Biografi
Gino Severini var tillsammans med flera andra unga italienska konstnärer, bland andra Umberto Boccioni och Giacomo Balla, en tidig utövare av futurismen. Han var mest verksam i Paris och målade kubistiskt influerade, kaleidoskopiskt flimrande bilder. Efter första världskriget övergick han till ett kyligt klassicistiskt måleri.
1924 medverkade han i en tysk portfolio med ny europeisk grafik av italienska och ryska konstnärer utgiven av Bauhaus i Weimar. Övriga medverkande var Enrico Prampolini, Michail Larionov, Vasilij Kandinskij, Alexej von Jawlensky, Natalja Gontjarova, Giorgio de Chirico, Marc Chagall, Carlo Carrà och Alexander Archipenko. Gino Severini bidrog med en litografi från 1922, som på tyska kallades "Harlekin-Familie". 1937 beslagtog de nazistiska myndigheterna befintliga exemplar av grafikmappen på tyska museer, därför att den klassificerades som entartete Kunst.